# 聖文森特和格林納丁斯國旗
圣文森特和格林纳丁斯國旗，為一面三色旗，自左至右由藍（象徵天空和海洋）、黃（象徵沙滩）和绿（象征茂密的森林等植被）三道竖條組成。中間有三個绿色菱形圖案，構成一個「V」字，既代表的字首「V」，同時也象徵该国「安地列斯的寶石」及「加勒比海的珠寶」之美譽。
国旗啟用於1979年10月27日，并于1985年3月4日和10月21日两度作出修改，先是撤除了蓝、黄、绿三色之间的白色细竖条，后又用三个绿色菱形取代了国旗正中央的圣文森特和格林纳丁斯国徽图案。

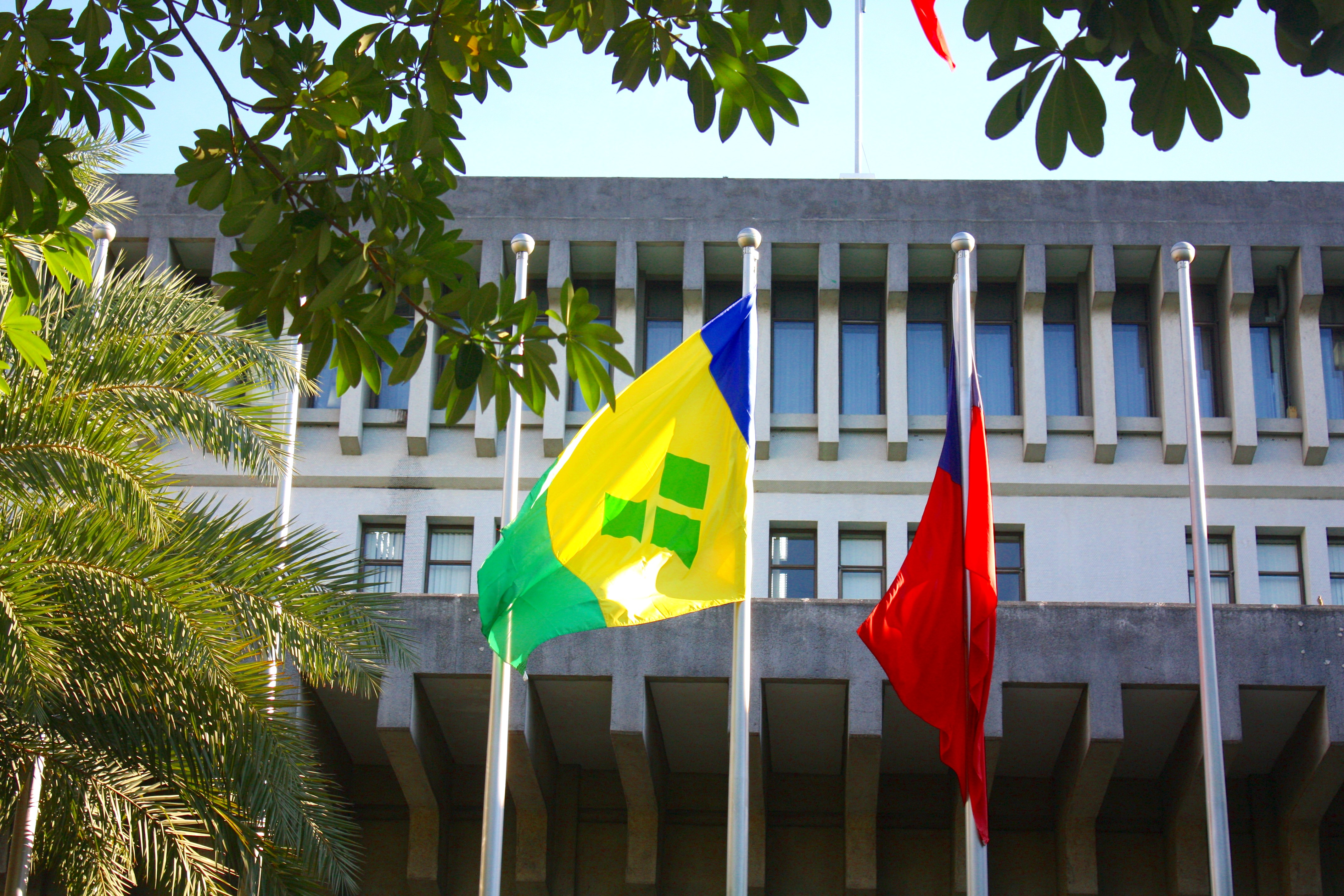
悬挂在中华民国外交部大楼外的圣文森特和格林纳丁斯国旗

## 历史国旗

### 英属時期
- 英屬向风群岛(1886-1903)
- 英屬向风群岛(1903-1953)
- 英屬向风群岛(1953-1960)
- 英属聖文森特和格林納丁斯 (1877-1907)
- 英属聖文森特和格林納丁斯 (1907-1979)

### 主权獨立后
- 1979年-1985年
- 1985年（3-10月间）
- 1985年10月—至今